# Autodesk 3ds Max
A 3D Studio Max (melyet néha 3DS Max-nek, 3DS MAX-nek, 3ds Max-nek, 3ds MAX-nek vagy egyszerűen csak MAX-nek hívnak) egy 3 dimenziós modellező és animációs program, fejlesztője az Autodesk Media and Entertainment divíziója (korábban a divízió neve Discreet Logic, még korábban Kinetix volt). A MAX – gyakorlatilag – a jogutódja a 3D Studio for DOS-nak, de már Win32 platformon.

## Áttekintés
A 3ds Max manapság az egyik leggyakrabban használt 3D szoftvercsomag, mely több okra vezethető vissza, mint például a Microsoft Windows platformon való elérhetőség, a sokféle szerkesztési lehetőség és a ma már – szinte – minden programban előforduló plugin elérhetőség. Támogatja a legszükségesebb „out-of-the-box” eszközöket, számos plugin elérhető hozzá.
A korai verziókhoz szükség volt egy speciális másolásvédelemi eszközre (dongle-re), melyet a párhuzamos portra kellett csatlakoztatni a MAX használatához. Mivel ez a módszer nem volt hatásos – az emberek megosztották egymás közt a dongle-t (bár így legalább egy időben csak egyvalaki tudta használni) –, inkább beépítettek egy szoftveres másolásvédelmi metódust. Az aktiváció során meg kell adni nevünket, címünket, e-mail címünket és természetesen az aktivációs kódot.
Az 5.0-s verziótól kezdve elérhető a Global Illumination, a Radiosityn és a Light Tracer-en keresztül.
A 6.0-s verziótól integrálták a Mental Ray rendert. Ez főleg a MAX filmes produkciókban történő használatát könnyítette meg, mivel sok kritika érte a beépített render megbízhatóságát magas felbontáson.
A 7.0-s verzióban továbbfejlesztették a textúrázással kapcsolatos eszközöket, ezért kapott a MAX egy normal map generátort, mellyel a játékkészítők munkáját kívánták egyszerűsíteni.
A 3D Studio tartalmazza még a Havok Reactor 2.0-t is, mely egy hatékony megoldás a realisztikus dinamika szimulációkhoz.
Mindezeken felül a program rendelkezik egy intuitív felhasználói felülettel. A MAX egyik hatékony megoldása a stack-alapú módosító architektúra.
Sok third-party render készült hozzá (a finalRender, a Brazil r/s vagy a V-ray), de a Mental Ray integrációjával a MAX nagyot lépett előre a renderelés terén.
5 alapvető modellezési eljárás található meg:
- Primitívekkel történő modellezés
- NURMS (subdivision felületek, non-uniform rational mesh smooth)
- Felszín eszköz/szerkeszthető patch objektum
- NURBS (non-uniform rational B-spline)
- Poligon modellezés

## Kulcsfogalmak
- Irányított fény (direct light) - henger alakban kivetülő fény
- Körfény (omni light) - minden irányban kivetülő fény
- Scanline képkiszámító algoritmus (Scanline renderer) - a fényekhez használt képkiszámító motor
- Beesési szög (angle of incidence)
- Legnagyobb "négyfa" mélység (Max Quadtree Depth)
- Visszavert fény (Bounced light)

## Sajátosságok

### Max Script
Egy beépített szkriptnyelv – hasonlít a C++ programozási nyelvhez –, mellyel a 3D Studio Max funkciói szinte korlátlanul fejleszthetőek.

### Character Studio
A Character Studio egy beépített kiegészítés a 3D Studio MAX-hez, mely segíti a felhasználókat a csontvázalapú animációban.
Megjegyzés: Valójában a Character Studio csak a 7.0-s verzió óta képezi szerves részét a programnak, addig külön beépülő modulként árulták.

## Lásd még
- Blender
- Maya
- Mental Ray
- Softimage|XSI